# 보로디노 (크라스노야르스크 변경주)

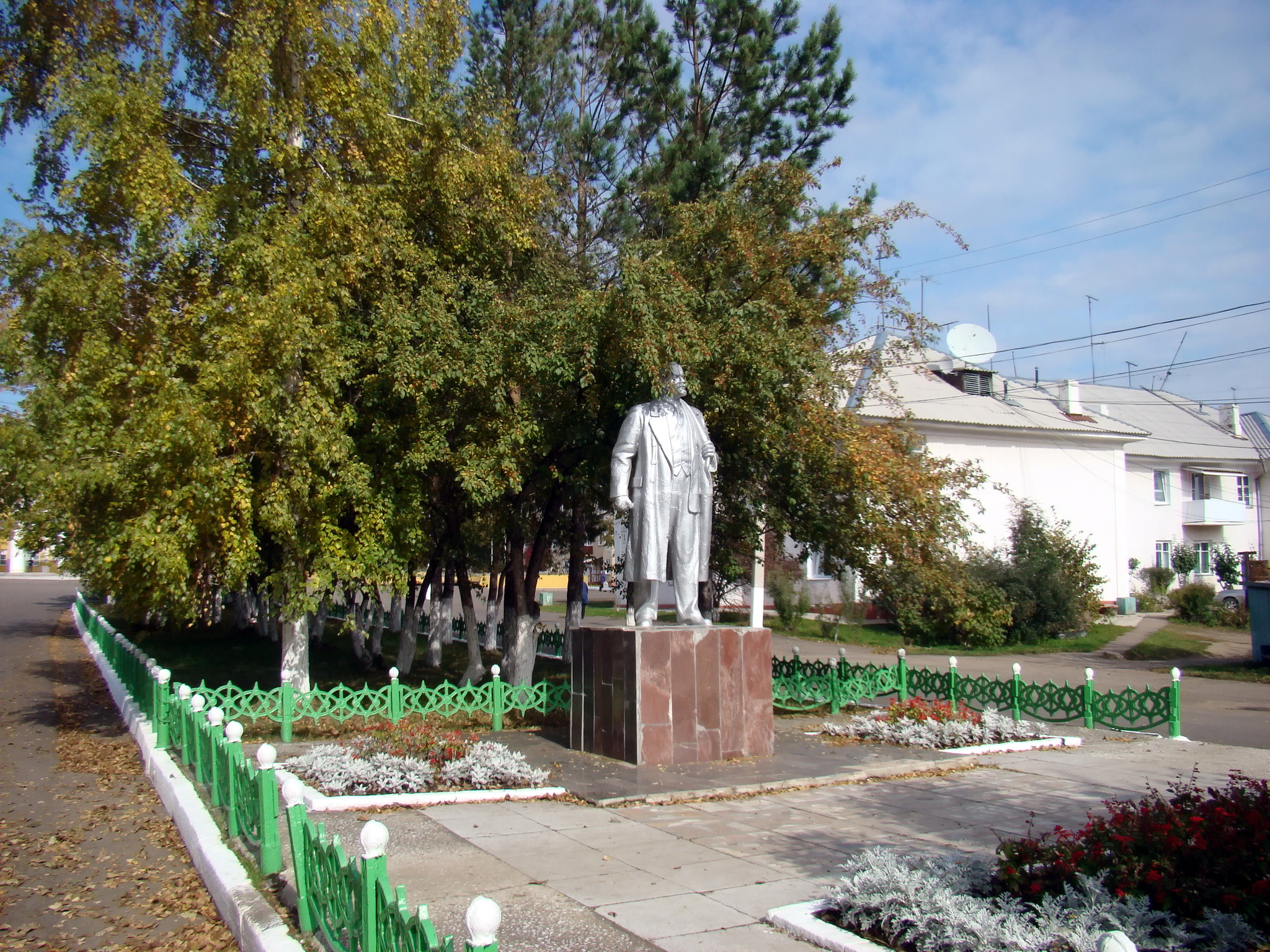

보로디노(러시아어: Бородино́)는 러시아 크라스노야르스크 변경주에 위치한 도시로, 인구는 19,181명(2002년 기준)이다. 크라스노야르스크(크라스노야르스크 변경주의 행정 중심지)에서 북동쪽으로 186km 정도 떨어진 곳에 위치한다. 1949년 탄광 노동자들의 마을로 건설되었고 1981년 시로 승격되었다.